# Man o to
Man o To („Ich und Du“) ist ein Gedicht des persischen Dichters und Denkers Rūmī, das in einem seiner bekanntesten Werke, dem Diwan-e Schams-e Tabrizi, veröffentlicht wurde. Es ist das Gedicht (Ghasel) 2214.

## Originaltext der WerkausgabeDieGhaselendes Schams von Täbris
خنک آن دم كه نشينيم در ايوان من و تو

بدو نقش و بدو صورت بيكى جان من و تو

اختران فلك آيند به نظارهٔ ما

مه خود را بنمائيم به ايشان من و تو

من و تو بى من و تو جمع شويم از سر ذوق

خوش و فارغ ز خرافات پريشان من و تو

طوطيان فلكى جمله شكرخواره شوند

در زمانى كه بخنديم بديشان من و تو

اين عجب تر كه من و تو بيكى كنج اينجاست

هم درين دم به عراقيم و خراسان من و تو

خيز تا بار دگر در هوس شمس الدين

جان ببازيم چو خورشيد درفشان من و تو
ḫonak ān dam ke nešīnīm dar eywān man-o to

be-do naqš-o be-do ṣūrat be-yekī ǧān man-o to

aḫtarān-e falak āyand be naẓāre-ye mā

mah-e ḫod-rā be-namā’īm be īšān man-o to

man-o to bī man-o to ǧam‘ šawīm az sar-e ẕauq

ḫoš-o fāreġ ze ḫorāfāt-e parīšān man-o to

ṭūṭīyān-e falakī ǧomle šekar-ḫwāre šawand

dar zamānī ke be-ḫandīm be-d-īšān man-o to

īn ‘aǧab-tar ke man-o to be-yekī konǧ īnǧā-st

ham dar-īn dam be ‘erāqīm-o ḫorāsān man-o to

ḫīz tā bār-e degar dar hawas-e šamso'd-dīn

ǧān be-bāzīm čo ḫoršīd-e derafšān man-o to

### Wörtliche Übersetzung
Erfrischend jener Hauch, wenn wir sitzen im Säulengang, ich und du,
Zwei Bildnisse und zwei Gestalten, doch eine Seele: ich und du.
Die Sterne des Firmaments kommen, um uns anzuschauen,
den eigenen Mond zeigen wir ihnen, ich und du.
Ich und du, ohne das Ich und das Du, kommen zusammen in Verzückung,
Froh und gelöst von unsinnigem Geschwätz, ich und du.
Die Papageien am Firmament gieren nach Süßem,
während wir sie anlachen, ich und du.
Erstaunlicher ist dies, dass ich und du hier in einer Ecke sind,
doch auch im selben Atemzug in Irak und Khorasan, ich und du.
Erheb dich, um ein weiteres Mal im Verlangen nach Schams ad-Din
kühn zu sein wie die leuchtende Sonne, ich und du.

### Übersetzung und Nachdichtung vonAnnemarie Schimmel
Glücklich der Nu, da wir im Schlosse weilen,

wir: du und ich.

Wohl ist der Leib, die Seele nicht zu teilen –

wir: du und ich ...

Das Wunder ist, daß wir in einem Winkel

hier hold vereint

Zugleich getrennt sind viele tausend Meilen –

wir: du und ich!

## Variante

### Originaltext
خنک آن دم كه نشینيم در ايوان من و تو

به دو نقش و به دو صورت به يكى جان من و تو

رنگ باغ و دم مرغان بدهد آب حيات

آن زمانى كه در آييم به بستان من و تو

اختران فلک آیند به نظاره ما

مه خودرا بنماييم به ايشان من و تو

من و تو بى من و تو جمع شويم از سر ذوق

خوش و فارغ ز خرافات پريشان من و تو

طوطيان فلكى جمله جگرخوار شوند

در مقامى كه بخنديم بر آن سان من و تو

اين عجبتر كه من و تو به يكى كنج اين جا

هم در اين دم به عراقيم و خراسان من و تو
ḫonak ān dam ke nešīnīm dar eywān man-o to

be do naqš-o be do ṣūrat be yekī ǧan man-o to

rang-e bāġ-o dam-e morġān bedahad āb-e ḥayāt

ān zamānī ke dar-āyīm be bostān-e man-o to

aḫtarān-e falak āyand be naẓāre-ye mā

mah-e ḫod-rā benamāyīm be īšān man-o to

man-o to bī man-o to ǧam‘ šawīm az sar-e ẕauq

ḫoš-o fāreġ ze ḫorāfāt-e parīšān man-o to

ṭūṭīyān-e falakī ǧomle-ye ǧegar-ḫwār šawand

dar maqāmī ke beḫandīm bar ān sān man-o to

īn ‘aǧab-tar ke man-o to be yekī konǧ-e īn ǧā

ham dar īn dam be ‘erāqīm-o ḫorāsān man-o to

### Deutsche Übersetzung
Ein Moment der Glückseligkeit,

auf der Veranda zu sitzen, du und ich.

Scheinbar zwei Körper, aber eins in der Seele, du und ich.

Wir fühlen das fließende Wasser des Lebens hier,

du und ich, mit der Schönheit der Gärten

und den singenden Vögeln.

Die Sterne schauen auf uns herab,

und wir zeigen ihnen

wie es ist, auf dem dünnen Sichelmond zu sitzen,

Du und ich, „entselbst“, werden zusammen sein,

Gleichgültig gegenüber faulen Gerüchten, du und ich.

Himmlische Papageie knacken Zuckerrohr

während wir gemeinsam lachen, du und ich.

In einer Form auf dieser Erde,

und in anderer Form in einem zeitlosen süßen Land.

### Vertonung
Der Berliner Musiker Nu vertonte das knapp 800 Jahre alte Gedicht und verwendete es in einem House-/Deep-House-Song. Das Lied erschien 2017.